# Punta Brava
Punta Brava là vùng ngoại ô nhỏ nằm ở phía tây nam La Habana, Cuba, với dân số khoảng 1500 người. Đây là một trong những phường (consejo popular) thuộc khu tự quản La Lisa.

## Chiến tranh giành độc lập Cuba
Punta Brava và thị trấn Guatao gần đó là nơi xảy ra vụ thảm sát trong Chiến tranh giành độc lập Cuba; Tướng Maceo của Cuba đã chết tại đây trong trận chiến ngày 7 tháng 12 năm 1896. Fidel Castro từng nhắc đến cái chết của Maceo ở Punta Brava năm 1992 ("Maceo, ông đã không bị đánh bại vào ngày ông ngã xuống ở Punta Brava); mặt khác, đối với cha của Castro, Ángel Castro y Argiz, ngày Maceo qua đời là "một trong những ngày đẹp nhất và đáng tự hào nhất của cuộc chiến đó," vì chính đại đội của ông đã giết chết vị tướng này.
Năm tiếp theo, Punta Brava là nơi một người Mỹ khỏa thân tên là Kelley đầu hàng viên chỉ huy Tây Ban Nha và được trao một chiếc áo sơ mi và một chiếc quần dài: Kelley, kẻ biến mất khỏi La Habana vào đầu tháng 4 năm 1897, được cho là đã nói với quân nổi dậy rằng anh ta là một chuyên gia về thuốc nổ. Họ tin rằng anh ta là gián điệp, lột quần áo và treo cổ anh ta, nhưng sợi dây bị đứt và Kelley trốn thoát được, tuy trần truồng nhưng vẫn còn bảo toàn tính mạng.

## Cuộc nổi dậy năm 1906
Năm 1906, một cuộc nổi dậy không thành công được cho là đã kết thúc sau khi một "vị Tướng da đen tên là Quentin Bandera, kẻ nổi dậy táo bạo nhất ở tỉnh La Habana," bị giết gần Punta Brava cùng với hai "đồng chí da đen đều bị chém một cách đáng sợ bởi dao rựa của những tên lính gác cưỡi ngựa vùng nông thôn đã kết thúc sự nghiệp của họ".

## Khủng hoảng tên lửa Cuba
Trong cuộc khủng hoảng tên lửa Cuba năm 1962, Liên Xô được cho là đã xây dựng một bãi phóng tên lửa ở Punta Brava.

## Người nổi tiếng
- Tony Pacheco[9]